# Manoir de la Belle-Noë
 (septembre 2024).
Si vous disposez d'ouvrages ou d'articles de référence ou si vous connaissez des sites web de qualité traitant du thème abordé ici, merci de compléter l'article en donnant les références utiles à sa vérifiabilité et en les liant à la section « Notes et références ».
Le manoir de la Belle-Noë est un édifice de la commune de Dol-de-Bretagne, dans le département d’Ille-et-Vilaine en région Bretagne. 

## Localisation
Le manoir se trouve au nord du département et au sud-est du bourg de Dol-de-Bretagne, au lieu-dit du même nom.

## Architecture
Le manoir composant l'ensemble de la Bellenoë date du premier quart du XVIIIe siècle. Il arbore des dépendances (au sud)  comptant une écurie et un fournil. Le corps central du logis s'étend à deux ailes latérales inscrites en saillie légère de l'édifice. Deux terrasses bordent l'ensemble à l'ouest et à l'est. La propriété s'étend aujourd'hui sur un parc de 3 hectares.

## Historique
Il fut édifié en 1710 pour Georges de La Haye, seigneur d'Andouillé et Cesson, puis passe au XVIIIe siècle à Gilles François Sébire, puis à la Révolution devient la propriété de Denis Basile Lothon, directeur des domaines. En 1826 elle devient la maison de campagne de Robert Surcouf, qui venait déjà dès 1810 si reposer et y chasser. Transmis à ses enfants puis à ses neveux, le domaine et les bâtiments furent délaissés. Devenu exploitation agricole tenue par la famille Collichet qui en fit l'acquisition en 1922.
En 2005, elle est achetée par Marie-Laure et Loïc Lemaire, descendant de Noël Nicolas Surcouf (1786-1827), jeune frère de Robert qui l'avait embarqué à bord du Revenant, en qualité d'officier écrivain lors de ses campagnes de 1807-1809 dans l'Océan Indien. Loïc Lemaire compte également dans sa parentèle un autre corsaire en la personne de René Noël Rosse
Le manoir (le logis et toutes les dépendances), le puits, les vestiges du portail d'entrée, ainsi que le terrain comprenant les terrasses, les murs de soutènement, les cours, les fossés, les anciens jardins et les allées, sont inscrit au titre des monuments historiques par arrêté du 6 janvier 2006.